# Xysticus kulczynskii
Xysticus kulczynskii is een spinnensoort uit de familie van de krabspinnen (Thomisidae).
De wetenschappelijke naam van de soort werd in 1902 gepubliceerd door E. Werjbitzky.